# Syberia (Żuromin)
Pour les articles homonymes, voir Syberia.
Syberia (prononciation : [sɨˈbɛrja]) est un village polonais de la gmina de Lubowidz dans le powiat de Żuromin de la voïvodie de Mazovie dans le centre-est de la Pologne.
Il se situe à environ 10 kilomètres au sud-ouest de Lubowidz (siège de la gmina), 13 kilomètres à l'ouest de Żuromin (siège du powiat) et à 130 kilomètres au nord-ouest de Varsovie (capitale de la Pologne).
Le village compte une population d'environ 200 habitants.

## Histoire
De 1975 à 1998, le village appartenait administrativement à la voïvodie de Ciechanów.